# Bujaków (Porąbka)

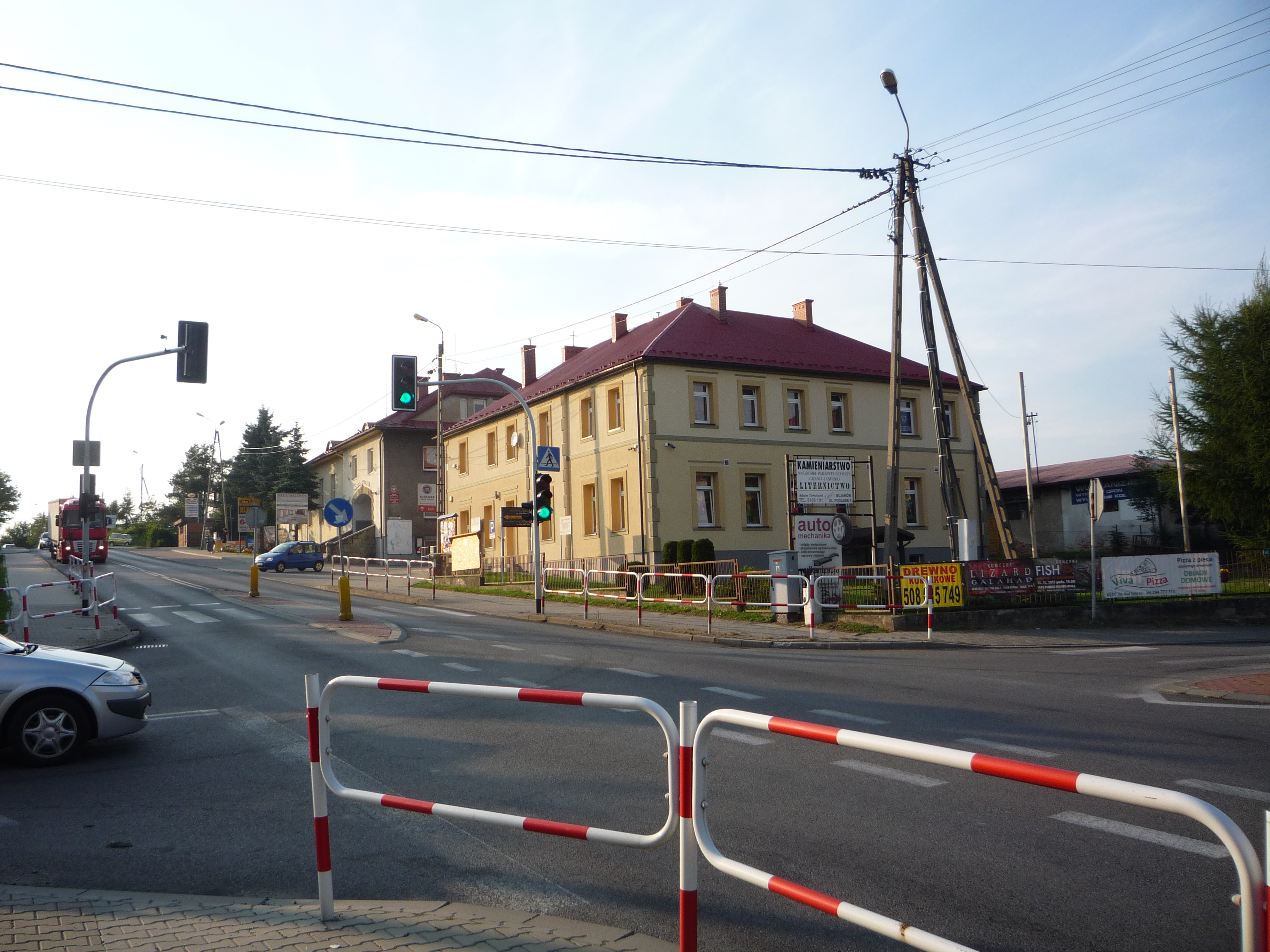
Zentrum des Dorfs

Bujaków (deutsch Bujakau) ist eine Ortschaft mit einem Schulzenamt der Gemeinde Porąbka im Powiat Bielski der Woiwodschaft Schlesien in Polen.

## Geographie
Bujaków liegt im Schlesischen Vorgebirge (Pogórze Śląskie), etwa 10 km östlich von Bielsko-Biała und 45 km südlich von Katowice im Powiat (Kreis) Bielsko-Biała.
Nachbarorte sind die Stadt Kęty (Podlesie) im Norden, Kobiernice im Osten, Porąbka im Südosten, Międzybrodzie Bialskie im Süden sowie Kozy im Westen.

## Geschichte
Der Ort wurde 1444 erstmals urkundlich als Bujakuov erwähnt.
Politisch gehörte das Dorf ursprünglich zum Herzogtum Auschwitz unter der Lehnsherrschaft des Königreichs Böhmen. Im Jahr 1457 von Polen abgekauft, wurde es als Buyakow erwähnt.
Bei der Ersten Teilung Polens kam Bujaków 1772 zum neuen Königreich Galizien und Lodomerien des habsburgischen Kaiserreichs (ab 1804).
1918, nach dem Ende des Ersten Weltkriegs und dem Zusammenbruch der k.u.k. Monarchie, kam Bujaków zu Polen. Unterbrochen wurde dies nur durch die Besetzung Polens durch die Wehrmacht im Zweiten Weltkrieg.
Von 1975 bis 1998 gehörte Bujaków zur Woiwodschaft Bielsko-Biała.

## Verkehr
Durch Bujaków verläuft die Staatsstraße DK 52, die Bielsko-Biała mit Kraków verbindet.